# Standbeeld van de rivier de Tiber met Romulus en Remus
Het standbeeld van de rivier de Tiber met Romulus en Remus is een Romeinse allegorie van de rivier de Tiber, die door Rome stroomt. Het marmeren beeld bevindt zich in de collectie van het Louvre.

## Herkomst
Het beeld werd in 1512 ontdekt in de buurt van de Santa Maria sopra Minerva waar ooit de tempel van Isis en Serapis stond. Het moet als onderdeel van een fontein het pad naar het heiligdom versierd hebben, samen met een vergelijkbaar beeld van de Nijl dat een jaar later gevonden werd.
Na hun ontdekking kwamen beide beelden in de pauselijke collectie terecht. Het verdrag van Tolentino tussen Frankrijk en de Pauselijke Staat voorzag onder meer in de inbeslagname van veel kunstschatten. Ook de beelden van de Tiber en de Nijl verdwenen naar Frankrijk, waar ze in het Louvre belanden (1811). Na de nederlaag van Napoleon werden de meeste werken teruggegeven. Paus Pius VII besloot het beeld van de Tiber echter aan Lodewijk XVIII te schenken waardoor het in het Louvre kon blijven.
Het beeld van de Tiber genoot vanaf de zestiende eeuw grote populariteit in Europa. Op allerlei plekken werden replica's opgericht, onder meer in de Jardin des Tuileries. Ook op schilderijen uit die tijd komt het beeld voor, bijvoorbeeld op een werk van Maarten van Heemskerck.

## Voorstelling
De Tiber is als een typische riviergod afgebeeld, een liggende volwassen man met een baard. De roeispaan en de hoorn des overvloeds in zijn handen symboliseren de betekenis die de rivier voor de stad had, transport en overvloed. Naast de Tiber ligt de wolvin die Romulus en Remus voedt, de mythische stichters van de stad die na hun geboorte in een rieten mand in de Tiber werden geworpen. Op het voetstuk staan verschillende reliëfs, van grazende dieren, vervoer per boot en de mythe van Aeneas.
De datering van het beeld is onzeker. Het tijdperk van Hadrianus (117-138) lijkt aannemelijk, omdat voorstellingen van de Tiber en Nijl in die periode populair waren. Een eerdere ontstaansdatum is echter niet uitgesloten, bijvoorbeeld tijdens de heroprichting van de tempel onder Caligula of na een grote brand in het jaar 80.

## Afbeeldingen

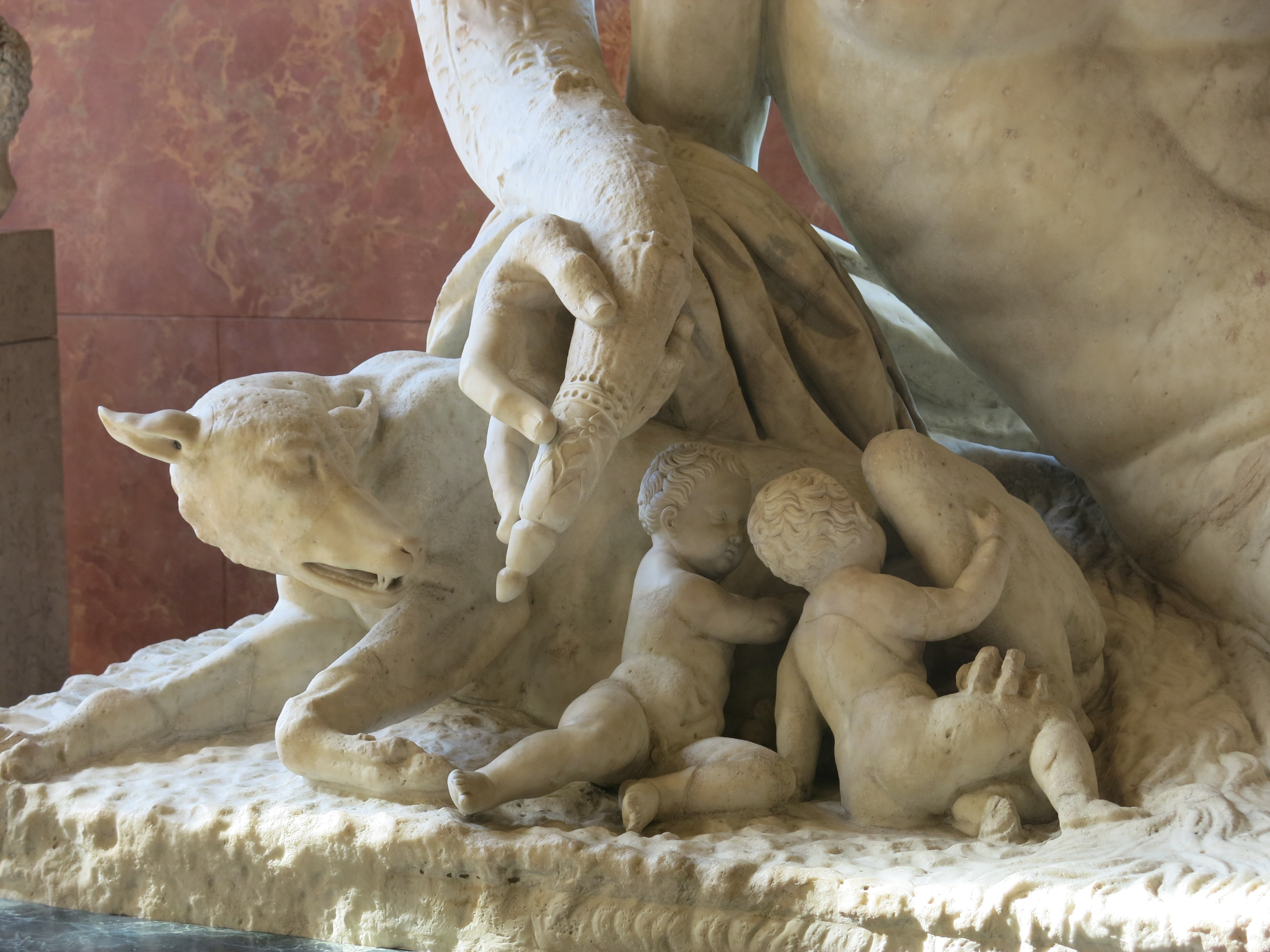
detail, Romulus en Remus
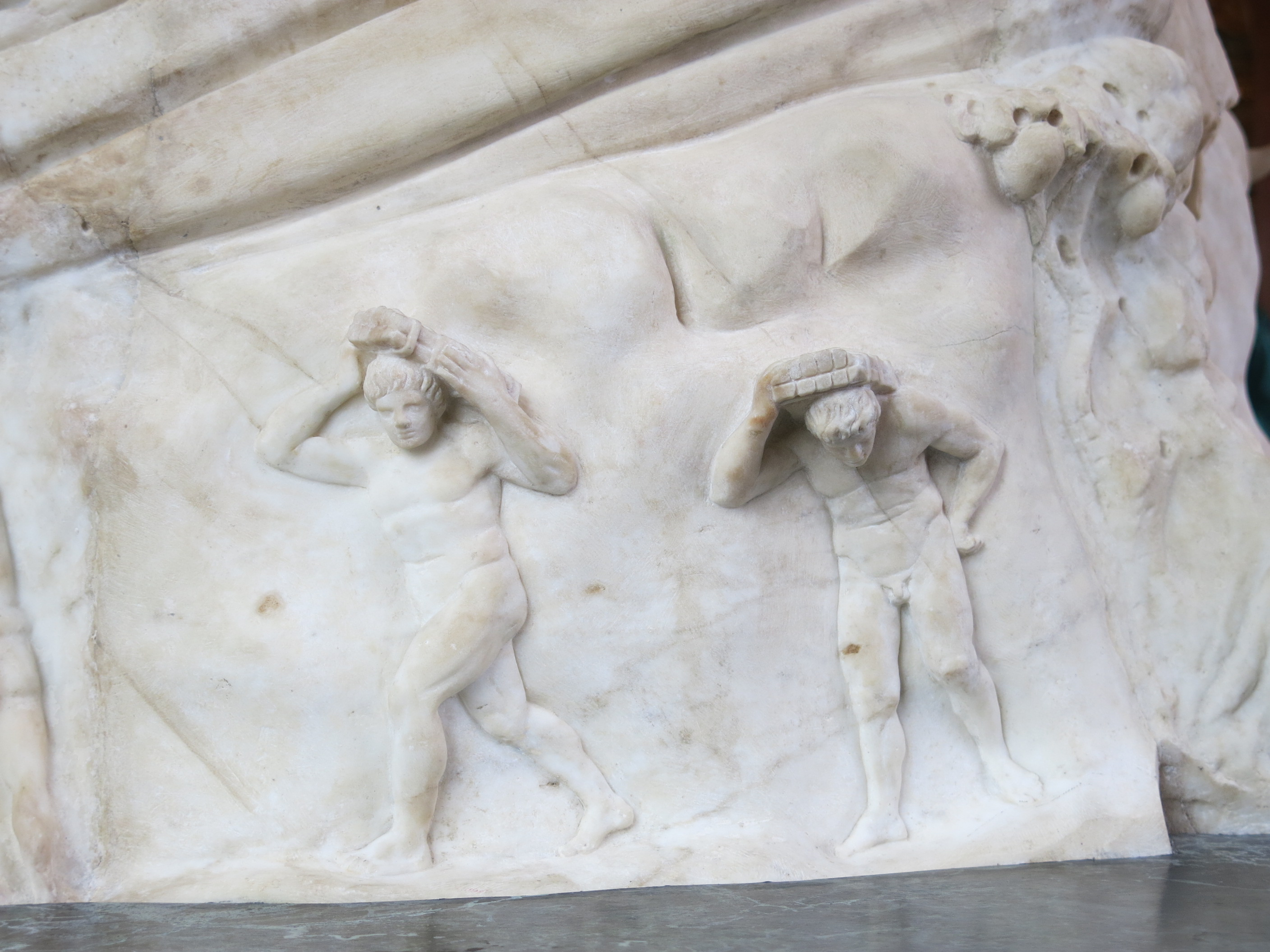
detail
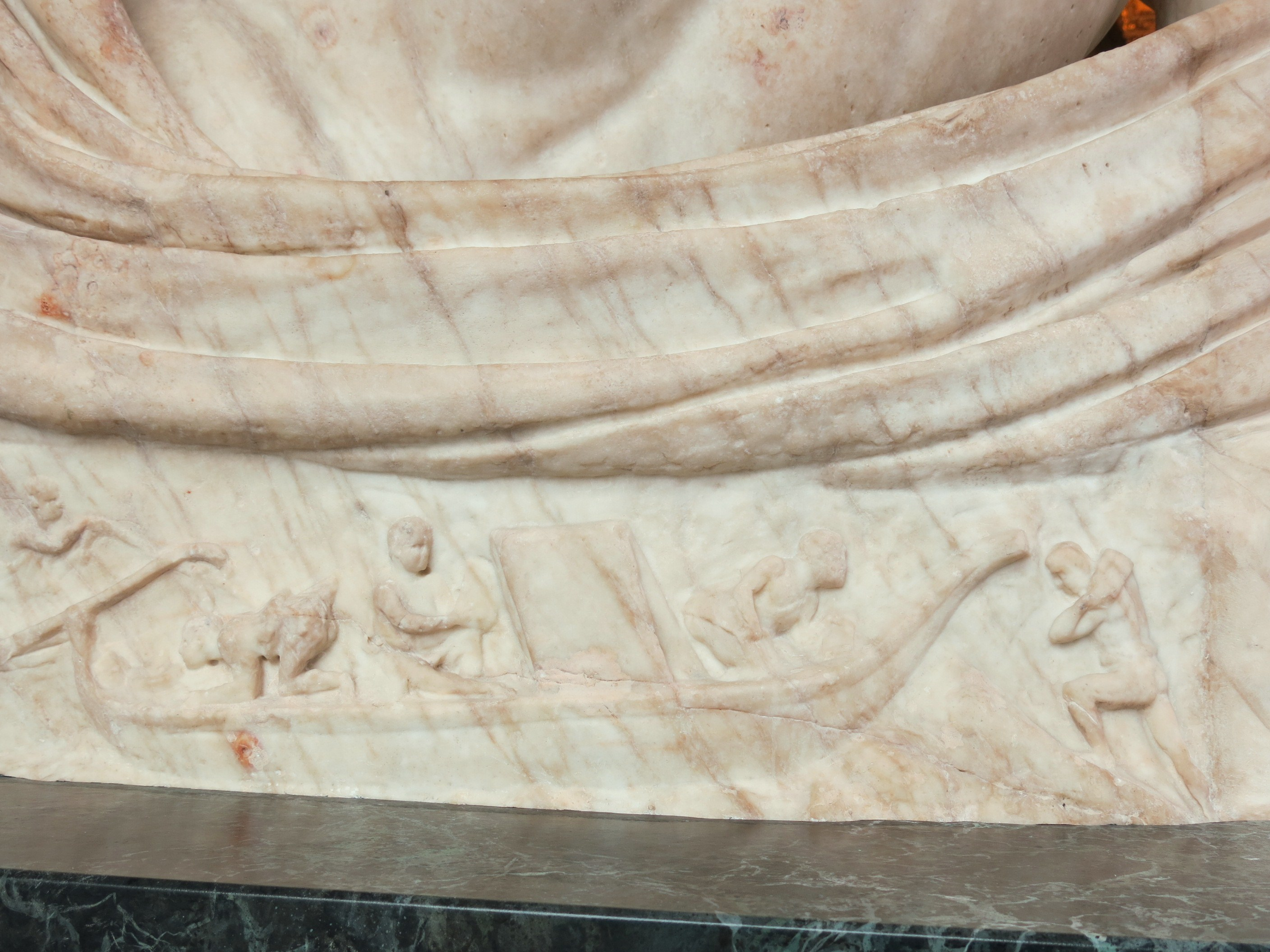
detail
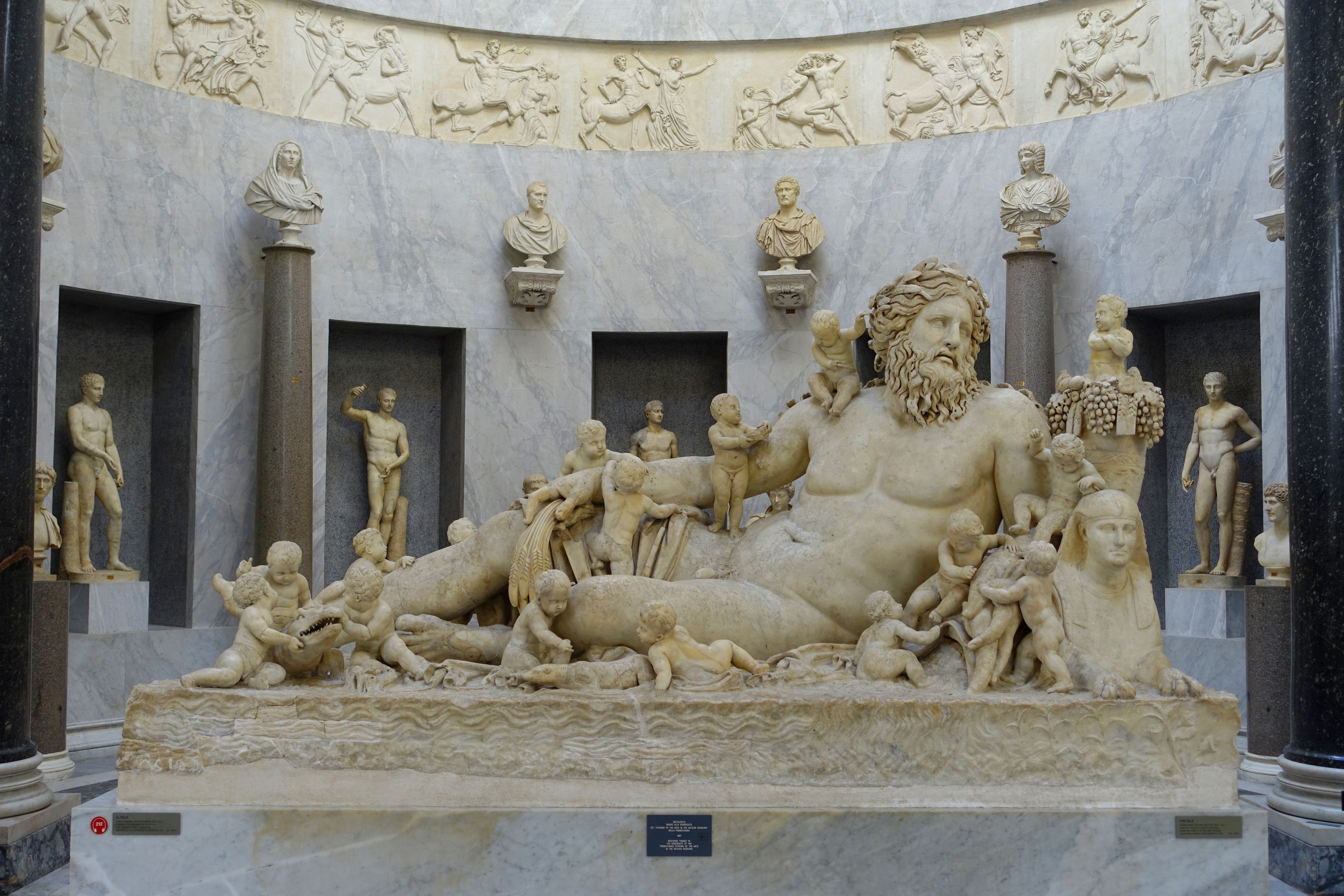
standbeeld van de Nijl
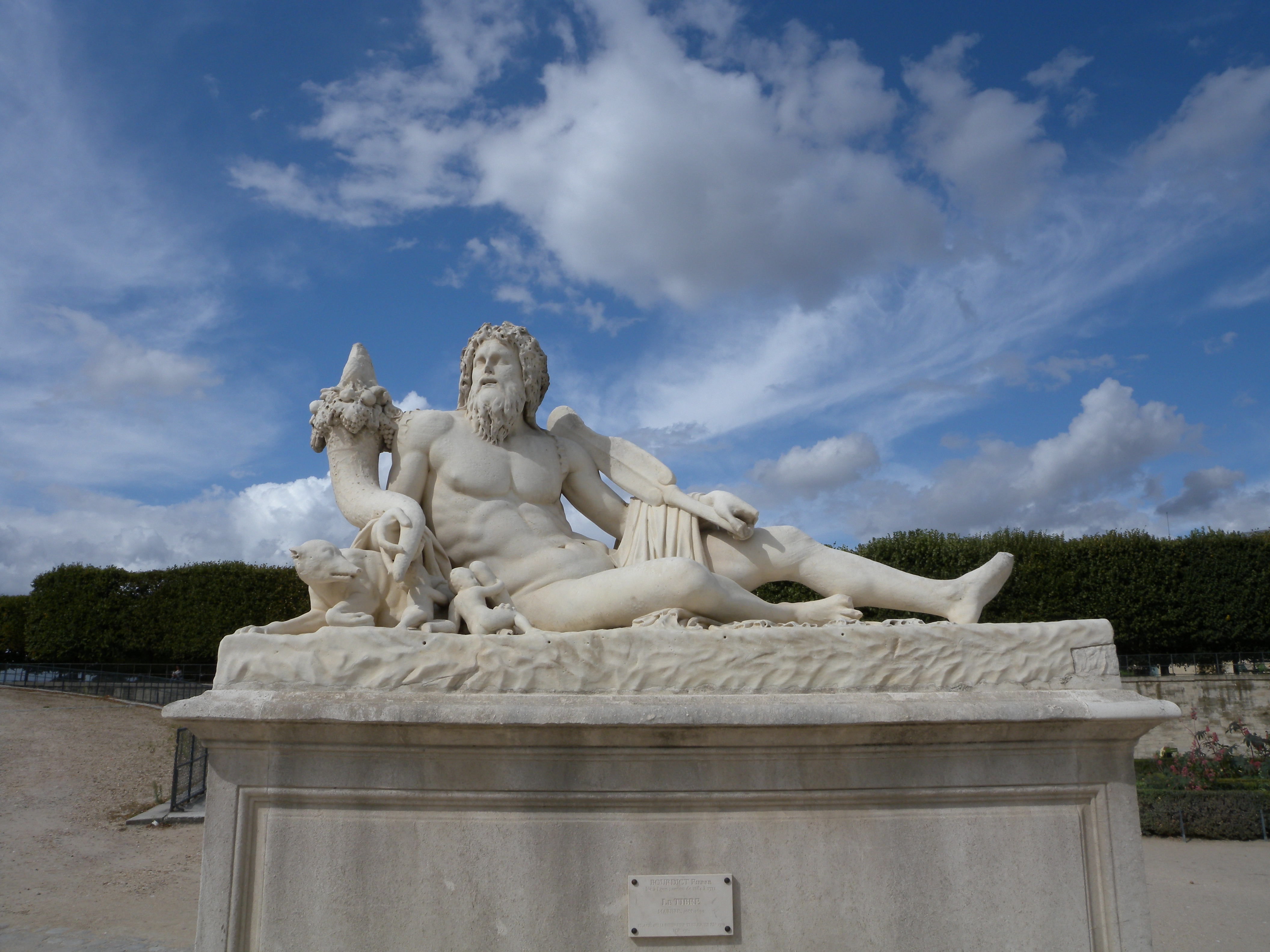
replica in de Jardin des Tuileries
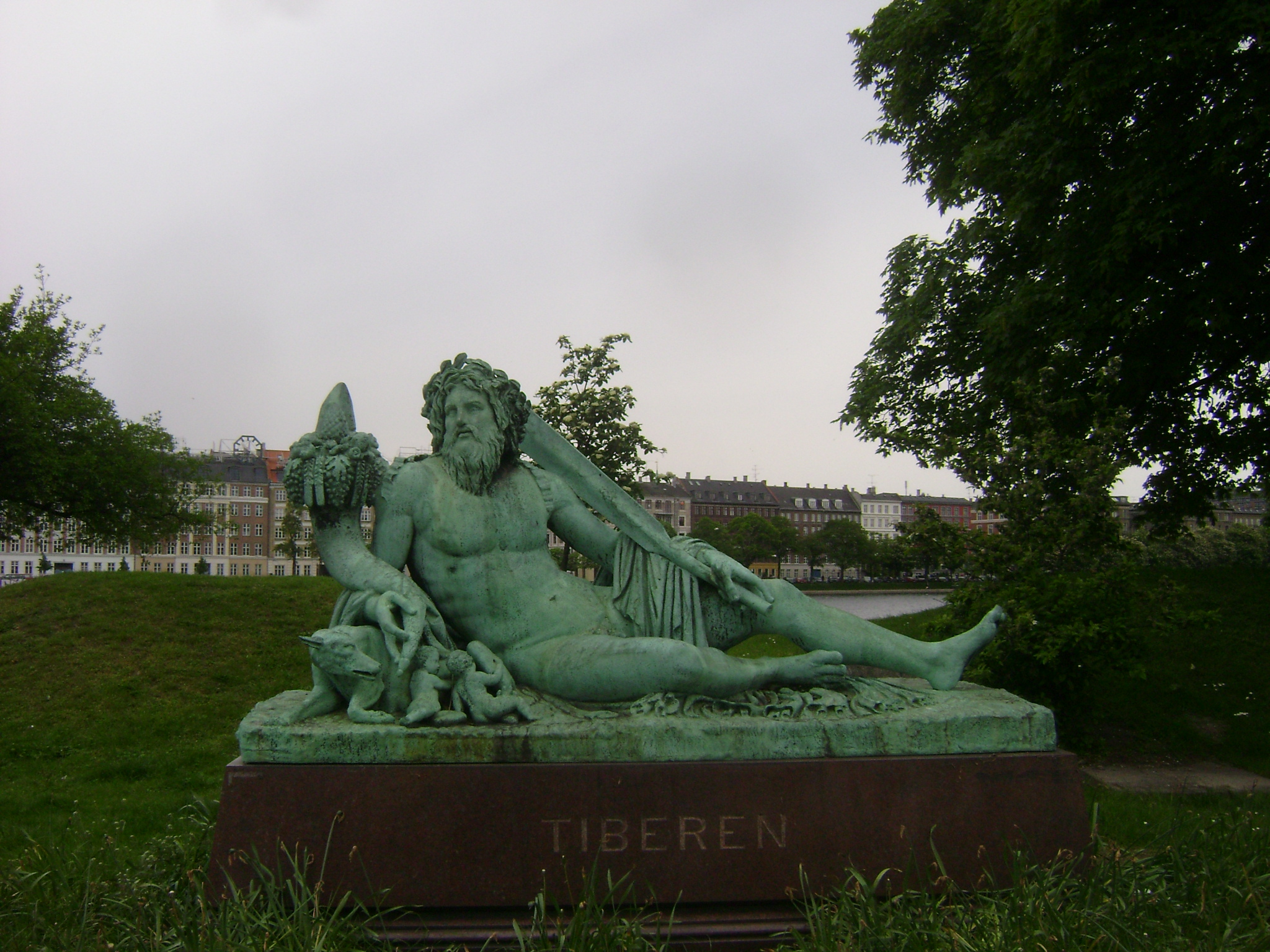
replica in Kopenhagen
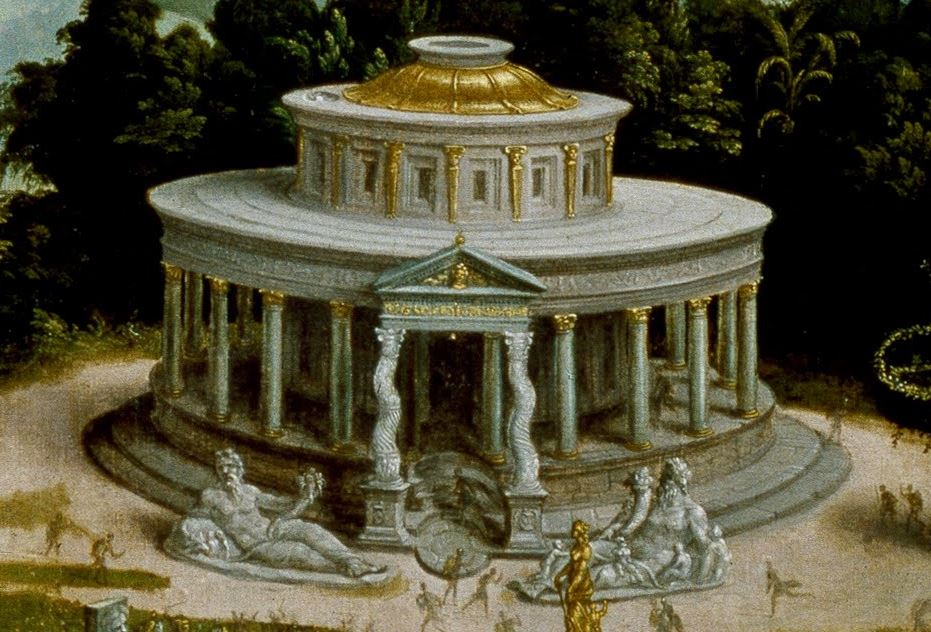
detail uit een schilderij van Maarten van Heemskerck